# Navales
Navales ist ein kleiner Ort und eine westspanische Gemeinde (municipio) mit 311 Einwohnern (Stand: 2024) in der Provinz Salamanca in der Autonomen Gemeinschaft Kastilien-León. Neben dem Hauptort Navales gehört die Ortschaft Revilleja zur Gemeinde.

## Lage
Navales liegt etwa 27 Kilometer südsüdöstlich von Salamanca in einer Höhe von 845 m.

## Bevölkerungsentwicklung
| Jahr      | 1900 | 1950 | 1960 | 1970 | 1981 | 1991 | 2001 | 2011 | 2021 |
| Einwohner | 408  | 626  | 621  | 496  | 456  | 420  | 384  | 331  | 317  |

## Sehenswürdigkeiten
- Sylvesterkirche (Iglesia de San Silvestre)

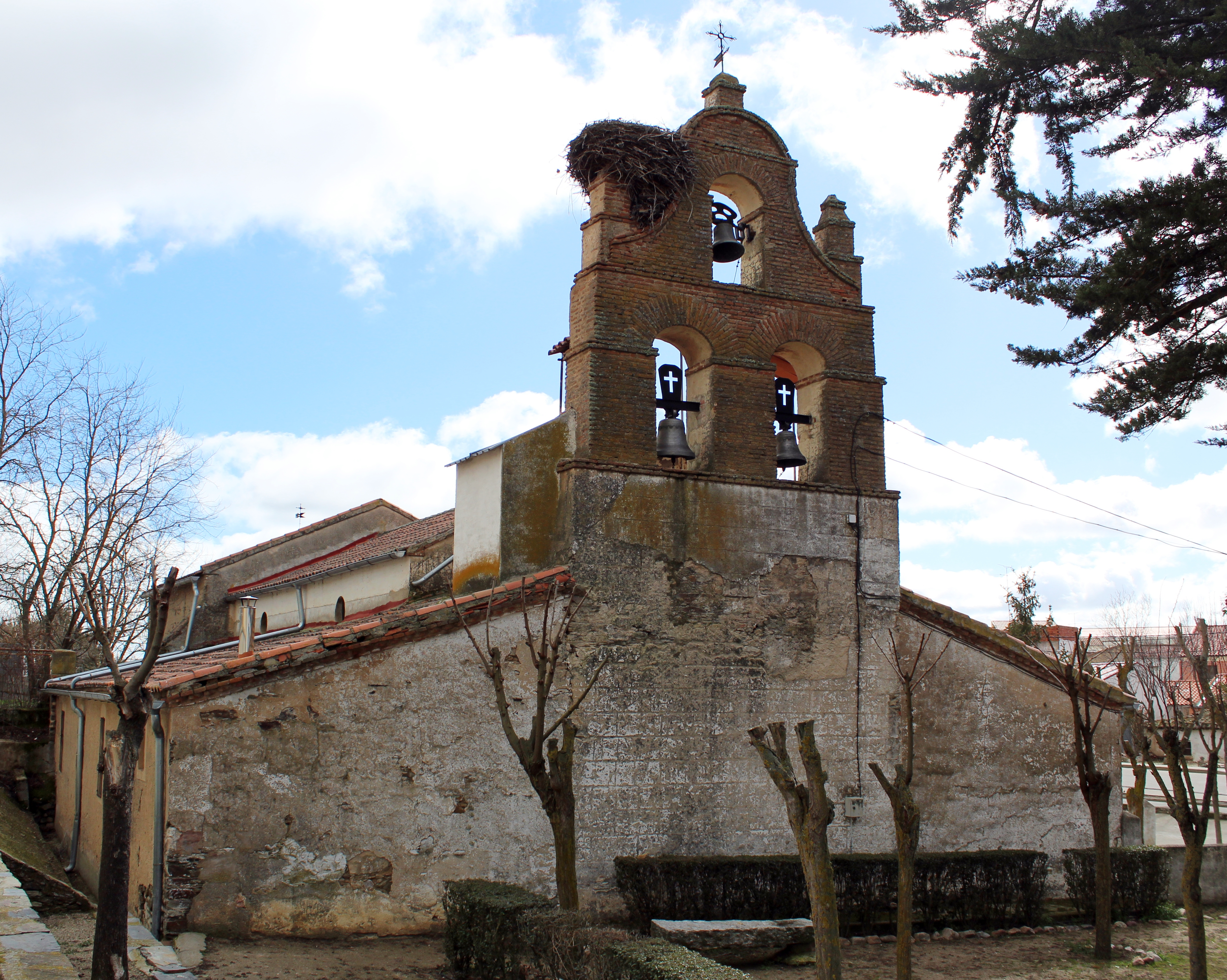
Sylvesterkirche
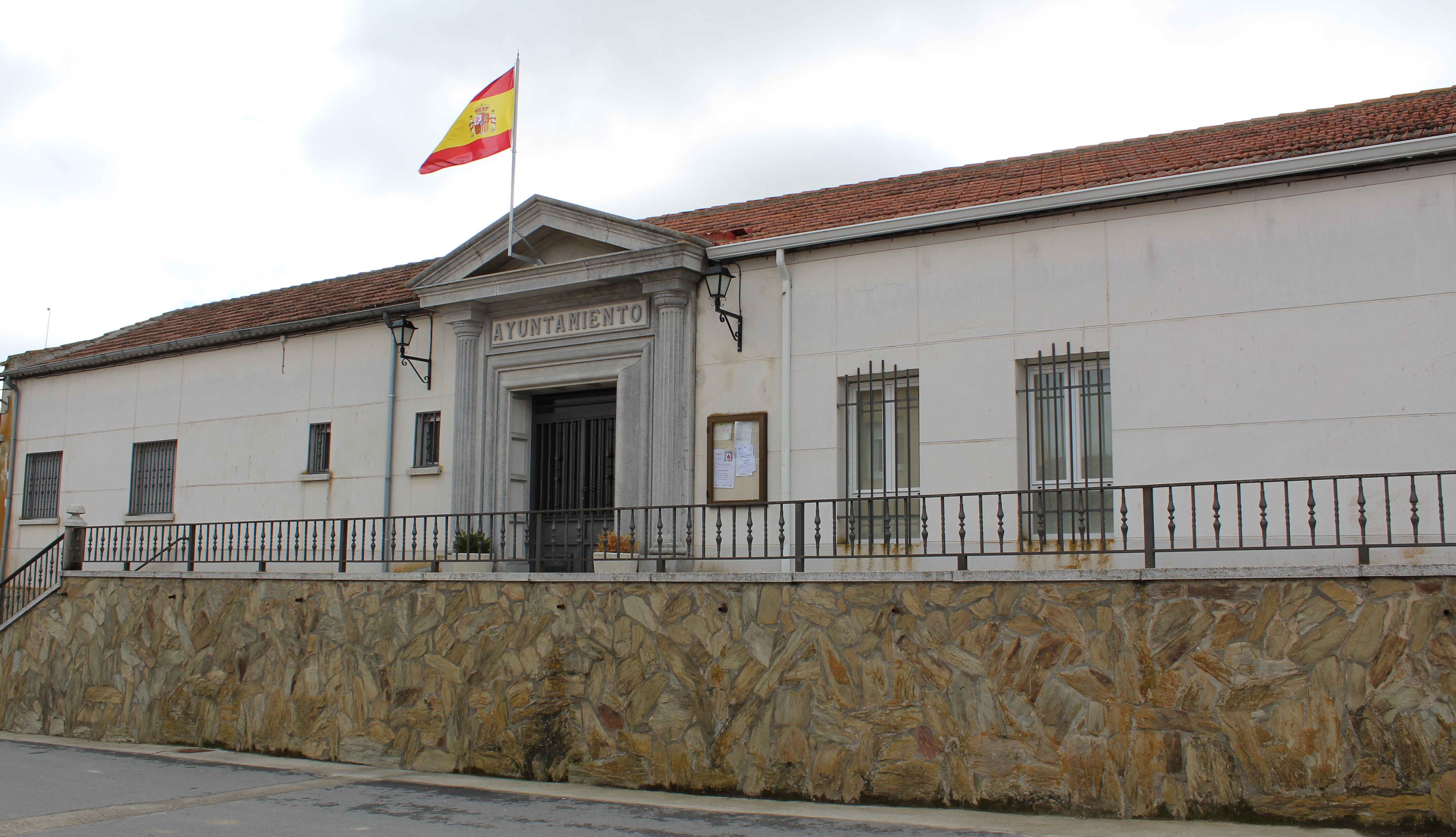
Rathaus